# سیارک ۵۴۶
سیارک ۵۴۶ (به انگلیسی: 546 Herodias، نامگذاری:1904PA) پانصد و چهل و ششمین سیارک کشف شده‌است که در ۱۰ اکتبر ۱۹۰۴ و در هایدلبرگ کشف شد.
قدر مطلق سیارک برابر ۹٫۷۰ است.